# Jochberg
Jochberg är en ort och kommun i distriktet Kitzbühel i förbundslandet Tyrolen i Österrike.